# Дельфина Бельгийская
Дельфина Мишель Анн Мари Гислен Саксен-Кобург (фр. Delphine de Belgique); род. 22 февраля 1968, Уккел, Бельгия) — принцесса Бельгии, художница. внебрачная дочь короля Бельгии Альберта II. До 1 октября 2020 года носила имя Дельфина Боэль, через суд добилась признания своих прав как члена королевской семьи и получения титула.

## Биография
Дельфина родилась в 1968 году в Уккеле. Она стала дочерью баронессы Сибиллы де Сели-Лонгшам и Альберта, принца Льежского (сына царствовавшего тогда в Бельгии Леопольда III). Альберт был женат на Паоле Руффо ди Калабрия, а баронесса была замужем за Жаком Боэлем, так что Дельфина получила фамилию Боэль. В 1982 году, после развода, Сибилла де Сели-Лонгшам вышла замуж за британца Майкла-Энтони Рэтмора Кайзера, и дочь переехала вместе с ней в Лондон. Дельфина училась в школе Коллеж ле Рози в Роле (Швейцария), но не окончила её и отправилась изучать искусство в Школу искусств и дизайна в Челси, где в 1990 году получила степень бакалавра. Позже она поселилась в лондонском районе Ноттинг-Хилл, начала создавать скульптуры из папье-маше.
Биологический отец Дельфины в 1993 году стал королём Бельгии под именем Альберта II, а в 1997 году в прессу просочились данные о её происхождении. Журналисты писали о долгих (1966—1982) романтических отношениях принца Льежского и баронессы Сибиллы, обращали внимание на физическое сходство Дельфины с Альбертом и с её предполагаемой сестрой принцессой Астрид. Королевская семья сначала называла эти сообщения «сплетней», но во время своей рождественской речи 1999 года Альберт II всё же признал, что в его браке в прошлом существовали серьёзные проблемы. В 2003 году Дельфина переехала из Лондона в Брюссель, и начала появляться в СМИ — в основном в связи с выставками её работ. В течение пяти лет она отказывалась комментировать ситуацию с королём, но летом 2004 года рассказала, что Альберт порвал все контакты с ней в 2001 году. Летом 2005 года Сибилла де Сели-Лонгшам впервые заговорила о «несправедливости», допущенной по отношению к дочери. Королевская семья не отреагировала на эти заявления.
В июне 2013 году Дельфина начала судебное дело против Альберта II, принца Филиппа, принцессы Астрид и своего номинального отца Жака Боэля, чтобы доказать с помощью теста ДНК, что является биологической дочерью короля. Эксперты в области права констатировали, что судебное дело против монарха невозможно с конституционной точки зрения. В том же году Альберт отрёкся от престола в пользу сына. Иск был отклонён, в 2017 году Дельфина подала второй иск, который тоже отклонили, так как Жак Боэль настаивал на своём отцовстве. Однако Апелляционный суд Брюсселя 25 октября 2018 года постановил на основании теста ДНК, что Боэль не является биологическим отцом Дельфины. Альберту пришлось сдать ДНК, а 27 января 2020 года он признал через своего адвоката, что Дельфина — его дочь. Благодаря этому признанию Дельфина получила право на часть наследства бывшего короля и династический титул. Апелляционный суд Брюсселя 1 октября 2020 года решил, что она может носить фамилию отца (Саксен-Кобург) и титул «принцесса Бельгии». Права на соответствующие титулы получили и её дети. С 2021 года принцесса посещает официальные мероприятия как член королевской семьи.
Семья
Дельфина встречается с 1998 года и состоит в фактическом браке с 2003 года с бизнесменом из Техаса Джеймсом О'Харом. У неё двое детей: принцесса Жозефина (родилась в 2003) и принц Оскар (родился в 2008).

## Творчество
Дельфина работала как художница в Лондоне до 2003, потом переехала в Брюссель, где основала новую студию. Некоторые её работы являются автобиографическими и открыто имеют в виду короля Альберта и его семью. Дельфина часто использовала короны, троны и цвета бельгийского флага. Она выставляла свои работы в Икселе (2001), Коксейде (2004), Синт-Мартенс-Латеме (2008).
Скульптуры
- Писающий мальчик (нидерл. Manneken Pis) (1999)
- Престол Влюблённых (англ. Lovers Throne) (1999)
- Королевское Священное Четвероногое Чудовище (англ. The Royal Sacred Four Legged Monster) (2001)
- Королевский Подсвечник (англ. Royal Candlestick) (2001)
- Золотой Престол (англ. Golden Throne)

Книги
- Boël, Delphine, Couper le cordon (Перерезание пуповины), Брюссель, издательство Wever & Bergh, 2008
- Boël, Delphine, De navelstreng doorknippen (Перерезание пуповины), Брюссель, издательство Wever & Bergh, 2008
- Boël, Delphine, Never Give Up, Брюссель (Никогда не сдавайся, издательство Bord de L'Eau, 2017